# Gordias
Gordias is een persoon uit de Griekse mythologie. Hij had een zoon genaamd Midas, een legendarische koning van Frygië. Hoewel hij en zijn vader Gordias voornamelijk uit mythen bekend zijn gebleven, zijn ze vermoedelijk wel historische figuren.